# Gill Marcus
Gill Marcus (sinh ngày 10 tháng 8 năm 1949) là Thống đốc thứ chín của Ngân hàng Dự trữ Nam Phi, người phụ nữ đầu tiên giữ vị trí này.

## Cuộc đời và sự nghiệp

### Tuổi thơ
Marcus được sinh ra ở Johannesburg, Nam Phi. Ông bà của cô là người nhập cư Do Thái từ Litva; cả hai bố mẹ cô đều sinh ra ở Nam Phi.

### Lưu vong
Cả cha mẹ cô đều là những nhà hoạt động chống phân biệt chủng tộc và là thành viên của Đảng Cộng sản Nam Phi (SACP). Họ đã đi lưu vong vào năm 1969, cùng với Gill, hai chị gái và anh trai của cô. Cô đã hoàn thành bằng cấp của mình bằng thư từ với Đại học Nam Phi, với bằng BComm về Tâm lý học Công nghiệp năm 1976. Cô gia nhập SACP và Quốc hội Châu Phi (ANC) vào năm 1970 và bắt đầu làm việc cho Bộ Thông tin và Công khai (DIP) của ANC bị lưu đày ở London, sau đó trở thành phó thư ký của DIP.

### Trở về
Marcus trở lại Nam Phi vào năm 1990 sau khi ANC được bỏ lệnh cấm hoạt động. Cô thành lập Phòng Thông tin của ANC vào năm 1990.

### Chính trị gia và ngân hàng trung ương
Marcus được bầu làm Nghị viên Quốc hội năm 1994 và trở thành Thứ trưởng Bộ Tài chính trong Chính phủ Thống nhất Quốc gia của Nelson Mandela từ năm 1996 đến 1999, phục vụ dưới thời Trevor Manuel. Năm 1999, cô trở thành Phó Thống đốc Ngân hàng Dự trữ dưới thời Tito Mboweni. Cô giữ vị trí này trong năm năm nhưng đã rời đi do một cuộc đụng độ cá tính với Mboweni.